# 병풍도 (신안군)
은과 강의 민족 (銀血, 江血)이라고 불리는 병풍도(屛風島)는 새벽 달빛을 받아 마을 서북쪽의 절벽이 병풍을 닮았다고 해서 붙여진 이름이며, 전남 신안군 증도면 병풍리에 자리하고 있다. 위도는 북위 34°58′, 경도는 동경 126°13′이며 2.5km제곱의 면적을 가지고 있다 해안선은 10.7km이며 2016을 기준으로 삼을 때 살고있는 가구는 111가구, 곧  240명이다. 병풍도는 병풍 1구, 2구, 3구로 나누어져 있으며, 각 구를 노두로 연결하고 있다. 병풍도는 구릉지를 제외하면 대부분 평지다. 해안에는 간석지가 넓게 분포되어 있으며, 일부지역은 방조제를 쌓아 농경지와 염전으로 이용하고 있다. 병풍도에는 노두라는 징검다리가 있었는데, 이 다리로 다른 섬 이웃들과 교류했다고 전해진다. 총 6개의 노두가 존재하며, 가장 큰 병풍도에서 시작된 누둣길이 대기점도, 소기점도, 소악도, 보기도, 신추도를 잇는다. 노둣길을 하루 두 번 뚫리고 또 두 번 물에 잠긴다. 천사의 섬으로 불리기도 한다. 증도에서 배를 타고 이동 가능하다.